# Milwaukee, Minnesota
Pour plus de détails, voir Fiche technique et Distribution.
Milwaukee, Minnesota est un film américain réalisé par Allan Mindel, sorti le 24 janvier 2003.

## Synopsis
Albert est un être à part. Il entend les poissons parler sous la glace. C'est grâce à cet atout caché qu'il est devenu champion de la pêche à la ligne. Il a bien vingt ans passé mais Maman continue à l'accompagner aux tournois de pêche qui lui ont déjà fait gagner des centaines de milliers de dollars.
Lorsque l'espiègle Tuey et son jeune frère hypocondriaque atterrissent dans la pittoresque banlieue d'Albert en plein Milwaukee, ils y voient immédiatement une occasion de se remplir les poches. Jerry James, représentant de commerce, vient également de s'infiltrer en ville à la recherche d'un coup facile...

## Fiche technique
- Titre : Milwaukee, Minnesota
- Réalisation : Allan Mindel
- Scénario : Richard Murphy
- Production : Michael J. Brody, Jeff Kirshbaum, Molly M. Mayeux, Kim Moarefi, Frances Grill et Joseph Grill
- Musique : Michael Convertino et Bobby Muzingo
- Photographie : Bernd Heinl
- Montage : David Rawlins
- Décors : Dina Goldman
- Costumes : Michael Wilkinson
- Pays de production : États-Unis
- Format : Couleurs - 1,66:1 - Stéréo - 35 mm
- Genre : Drame
- Durée : 95 minutes
- Dates de sortie : 24 janvier 2003 (festival de Slamdance), 3 juin 2005 (États-Unis), 21 décembre 2005 (France)
- Distribution : La Fabrique de films

## Distribution
- Troy Garity : Albert Burroughs
- Alison Folland : Tuey Stites
- Randy Quaid : Jerry James
- Bruce Dern : Sean McNally
- Hank Harris : Stan Stites
- Debra Monk : Edna Burroughs
- Josh Brolin : Gary
- Holly Woodlawn : le travesti
- John Judd : le barman
- Maren Lindow : la femme en photo
- Timothy Slaske : l'homme du restaurant

## Autour du film
- Le tournage s'est déroulé à Milwaukee, dans le Wisconsin.

## Récompenses
- Prix de la jeunesse au Festival de Cannes 2003.
- Prix du jury "Première" et nomination au Grand Prix Spécial lors du Festival du cinéma américain de Deauville 2003.
- Prix du nouveau cinéma américain lors du Festival international du film de Seattle 2003.
- Nomination au Grand Prix lors du Festival international du film de Sofia 2004.